# Richard Núñez
Richard Núñez   (Montevideo, 16 de febrer de 1976) Richard Darío Núñez Pereyra és un futbolista uruguaià, que ocupa la posició de davanter.

## Trajectòria
Comença la seua carrera professional a Montevideo jugant al Danubio FC de la capital del seu país. El 2001 dona el salt a Europa per militar al suís Grasshopper-Club Zürich per un rècord del club de 4,5 milions d'euros. Hi destaca per marcar 86 gols en 126 partits. Al mercat d'hivern de la temporada 04/05 fitxa per l'Atlètic de Madrid, on marca 2 gols en onze partits.
Es va traslladar a l'Atlètic de Madrid a Espanya el gener de 2005 com un dels jugadors no comunitaris i va debutar contra l'Albacete Balompié el 29 de gener de 2005.
El 3 de gener de 2008 va ser transferit al Rival Club América de Cruz Azul per 1.250.000 dòlars EUA en un contracte de 2 anys per un valor de 700.000 dòlars anuals. Núñez ja volia deixar Cruz Azul perquè el seu futur a Cruz Azul depenia del que passaria amb el traspàs de César Delgado. En el partit del seu debut, hi marca quatre gols al Tecos UAG. Seria cedit al Pachuca, on qualla una bona temporada que li val ser repescat per Cruz Azul. També hi jugaria amb el Club América, a Mèxic.
Al juny del 2008 és declarat transferible per l'America. Com no accepta jugar amb Puebla, un altre conjunt del país, és apartat de l'equip. Però, al setembre d'eixe any hi retorna al seu país com a agent lliure, per jugar amb Peñarol.
Va jugar el seu darrer partit amb l'Amèrica l'anada de les semifinals de la Copa Libertadores 2008. No va jugar el partit de tornada per malaltia i va començar les vacances del 4 al 24 de juny.

## Selecció
Ha estat internacional amb l'Uruguai en nou ocasions.

## Títols
- Lliga suïssa: 02/03
- Màxim golejador lliga suïssa: 01/02, 02/03
- Primera Divisió de Mèxic: Clausura 2006